# Tau-Protein
Das Tau-Protein oder τ-Protein (so benannt wegen seiner Eigenschaft, Mikrotubuli zu bilden) ist ein Protein, welches in Tier-Zellen an stützende Zytoskelett-Proteine (Mikrotubuli) bindet und deren Zusammenbau reguliert. Mutationen im MAPT-Gen können beim Menschen eine Vielzahl von erblichen Erkrankungen wie die Pick-Krankheit, Kortikobasale Degeneration, Progressive supranukleäre Blickparese und HDDD-Demenz verursachen. Neurodegenerative Erkrankungen mit Ablagerungen von Tau-Protein werden in der Gruppe der Tauopathien zusammengefasst. Die bekannteste Tauopathie ist die Alzheimer-Krankheit. Eine weitere Tauopathie von zunehmend gesellschaftlicher Relevanz ist die chronisch-traumatische Enzephalopathie. 
Posttranskriptionale Veränderungen des auf dem Chromosom 17 Genlocus q21.2 befindlichen MAPT-Gens führen dazu, dass sich im menschlichen Zentralnervensystem insgesamt sechs verschiedene Isoformen nachweisen lassen. Von besonderer Bedeutung ist hierbei das alternative Splicing der Exone 2, 3 und 10. Insbesondere für das Exon 10 sind mehrere Wiederholungen in einigen Isoformen bekannt. Die Anwesenheit von drei oder vier solcher Tandem-Repeats in der Mikrotubuli-Bindungstelle des Proteins wird für die Einteilung der Tauopathien in 3R- und 4R-Tauopathien herangezogen. Eine siebte, hochmolekulare Tau-Isoform ist außerdem im peripheren Nervensystem nachweisbar.
Beim Zusammenbau in filamentäre Strukturen werden die einzelnen Tau-Proteine über ihre sich wiederholenden Abschnitte miteinander verknüpft. Dabei wird das amino-terminale Ende abgeschnitten. Eine abnorme Hyperphosphorylierung der gepaarten helikalen Tau-Filamente (PHF) führt zu einem nicht mehr funktionellen Protein, welches nicht mehr mit den Mikrotubuli interagieren kann. Als Folge dieser pathologischen Veränderungen können die PHF-Ablagerungen als neurofibrilläre, intrazelluläre Aggregate in den Gehirnen von Alzheimer-Patienten beobachtet werden. Erste Tau-Filamente lassen sich bei einigen Personen bereits im Kindes- und Jugendalter im Locus caeruleus nachweisen.